# Gil Esteve y Tomás
Gil Esteve y Tomás (Torá, Segarra, 16 de diciembre de 1798 - Tortosa, 27 de julio de 1858) fue un prelado español.

## Biografía
Estudió en la Universidad de Cervera hasta obtener el doctorado. 
Después de ser ordenado sacerdote, desarrolló varios cargos por nombramiento del vicario general de Barcelona, diócesis de la cual fue provisor desde 1831, y en 1846 gobernador de Solsona.

### Episcopado
Fue obispo de San Juan de Puerto Rico de 1848 a 1854, donde redactó un plan de estudios que fue aprobado por el Gobierno de la metrópoli. reconstruyó la catedral, amplió el palacio episcopal y reparó dieciséis iglesias.
Gravemente enfermo volvió a España donde fue nombrado obispo de Tarazona en 1855 y después de Tortosa en 1857. 
Escribió «Instrucción para el gobierno de los reverendos curas pàrrocos de la diócesis de Solsona, en la recepción, publicación y sacar copias de instrumentos».